# Laid Back (álbum)
Laid Back es el álbum de estudio debut en solitario del músico estadounidense Gregg Allman, publicado en octubre de 1973 por Capricorn Records. Allman, más conocido como el vocalista y letrista de The Allman Brothers Band, comenzó a considerar una carrera en solitario después de desacuerdos internos con ese grupo. Desarrolló el álbum como una pequeña salida creativa en la que asumiría el control total y coprodujo el álbum junto a Johnny Sandlin. Laid Back se grabó en gran parte en marzo de 1973 en Capricorn Sound Studios en Macon, Georgia, y la grabación de cuerdas, trompas, y coros se llevaron a cabo en The Record Plant por el ingeniero de grabación de Manhattan, Jim Reeves en la ciudad de Nueva York.
El álbum explora las diversas influencias de Allman, incluido el rhythm and blues y la música soul. Consta de varias versiones, composiciones originales y un himno tradicional, y contiene actuaciones de una gran cantidad de músicos, entre los que destacan Scott Boyer y Tommy Talton a las guitarras, Chuck Leavell al piano, Charlie Hayward al bajo y Bill Stewart a la batería. El álbum fue creado mientras Allman también trabajaba en Brothers and Sisters, el cuarto álbum de The Allman Brothers Band. El título del álbum era un término de estudio que Allman acuñó para relajar el tempo de una canción. La portada del álbum fue pintada por Abdul Mati Klarwein.
Tras su lanzamiento, Laid Back recibió críticas positivas de los críticos musicales y alcanzó el puesto 13 en la lista Top LPs & Tape de Billboard. Para promocionar el álbum, Allman se embarcó en una ambiciosa gira, compuesta por una banda completa y una orquesta de cuerdas completa. Se lanzaron dos sencillos para promocionar el disco, y el sencillo principal  «Midnight Rider» se posicionó entre los 20 primeros en Estados Unidos y Canadá. Fue certificado disco de oro por la Recording Industry Association of America (RIAA) en 1974 por ventas de más de 500 000 copias, lo que lo convierte en uno de los álbumes más vendidos de Allman.

## Antecedentes
Gregg Allman comenzó a explorar la música durante su adolescencia en Daytona Beach, Florida. Él y su hermano, Duane Allman, fundaron su primera banda, The Allman Joys, a mediados de los años 1960. Ese grupo evolucionó hasta convertirse en Hour Glass, que grabó dos álbumes para Liberty Records entre 1967 y 1968. Posteriormente, el dúo fundó The Allman Brothers Band, que creció en fama a principios de la década de 1970 debido a sus shows en vivo, que combinaba blues eléctrico tradicional, improvisación de estilo jazz e instrumentales escritos por él mismo. Su álbum en vivo de 1971, At Fillmore East, representó un gran avance comercial y artístico. Duane Allman murió en un accidente de motocicleta ese mismo año, pero la banda continuó, grabando Eat a Peach de 1972, un álbum híbrido en vivo/estudio que se convirtió en un éxito aún mayor, obteniendo certificación de oro y alcanzando el puesto número cuatro en la lista Top LPs & Tape de la revista Billboard.
La muerte de su hermano impactó profundamente a Allman, quien tuvo problemas para afrontar la pérdida. Según el historiador de la banda John Lynskey, su “actitud melancólica, combinada con un anhelo de hacer algo musical diferente, lo llevó a perseguir activamente la idea de publicar un disco propio”. Primero solicitó la ayuda de su amigo Deering Howe, a quien él y los hermanos visitaban a menudo cuando actuaban en Nueva York. Howe era heredero de la fortuna International Harvester de su familia, lo que le dio tiempo para convertirse en parte de “la rápida multitud que se juntaba con estrellas de rock como Jimi Hendrix [y] Mick Jagger”, según Jean Dubail del South Florida Sun-Sentinel. Aceptó ayudar financieramente a Allman en la grabación de demos para liberarlo de lo que llamó “la mierda con Capricorn Records en Macon”. El dúo voló por primera vez a los Criteria Studios de Miami, donde grabaron de 3 a 4 pistas en mayo de 1972. Más tarde se trasladaron a Advantage Street Studios en Nueva York, donde grabaron varias más en julio de 1972. Allman estaba muy ebrio, y las sesiones fueron en gran medida difíciles, según Howe.
Durante ese mismo período, The Allman Brothers Band comenzó los ensayos en Capricorn Studios para lo que se convertiría en su cuarto álbum de estudio, Brothers and Sisters. Allman le trajo a la banda la canción «Queen of Hearts», en la que ya había trabajado durante un año y medio. Estaba ebrio en ese momento y los miembros no consideraron la canción. “Esa canción simplemente no dice nada”, le dijeron sus compañeros de banda. Más tarde esa noche, regresó a Capricornio para trabajar solo. Trabajó cuarenta y dos horas, durmió seis y regresó para una última sesión que terminó durando veintiocho horas más. “Agotado mental y físicamente”, él no estaba contento con su producción y descartó los carretes de cinta en un bote de basura, con la esperanza de prenderles fuego. Johnny Sandlin—que se desempeñaba como productor de Brothers and Sisters y era un viejo amigo—entró y convenció a Allman para empezar de nuevo. Sandlin se ofreció a producir el trabajo en solitario de Allman, y Allman le pidió a Sandlin que reuniera un nuevo equipo de músicos para ayudar a grabar el LP.

## Ilustración y título

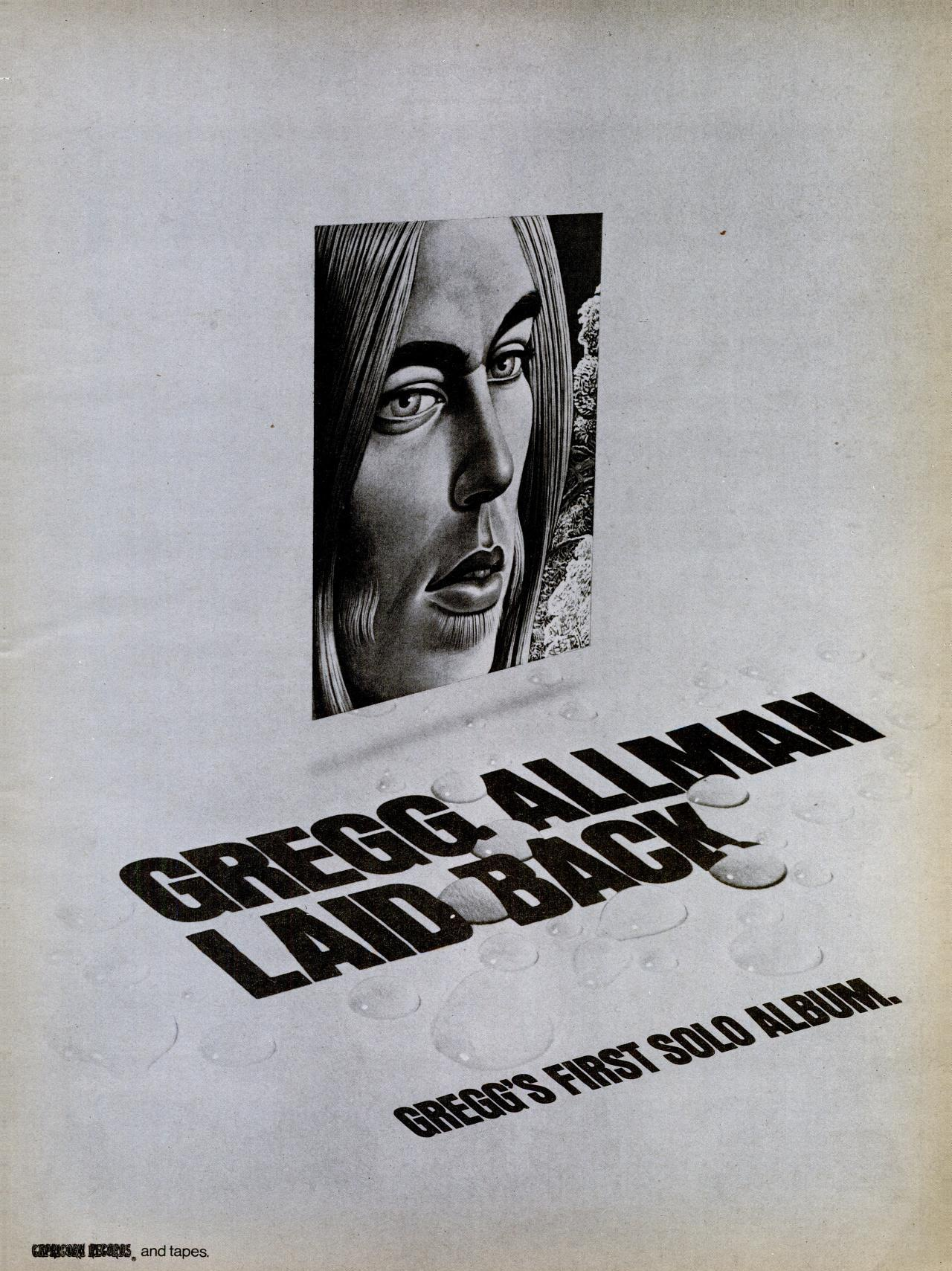
Anuncio comercial del álbum en Billboard.

La portada del álbum fue pintada por Abdul Mati Klarwein, mejor conocido por crear la obra de arte de Bitches Brew (1970) de Miles Davis. Allman fue presentado a través de un amigo. Allman no tuvo tiempo de sentarse para el cuadro, por lo que Klarwein trabajó con una fotografía. Allman comentó sobre la portada de sus memorias de 2012, My Cross to Bear: “Me encantó; pensé que resultó perfecta. Me costó 1.500 dólares en aquel entonces, pero hoy me costaría 50.000 dólares, tal vez incluso 150.000 dólares”. En sus últimos años, Allman intentaría comprar la pintura original utilizada para la portada del álbum, pero no pudo permitírselo. La novia de Allman en ese momento (y más tarde esposa), Janice Blair, aparece en la cubierta del álbum, montando un caballo. El título del álbum era una referencia interna a un término de estudio que Allman acuñó para cuando una canción tenía demasiada energía y necesitaba ser más relajada o “laid back”. Habló más sobre el término en su autobiografía posterior, My Cross to Bear:

“Siempre lo he imaginado de esta manera: hazlo como si fueras Mr. Natural, ese personaje de R. Crumb. Los pies del Mr. Natural siempre llegaban a su destino antes que su cabeza, por lo que ‘laid back’ significa no lanzarse de cabeza. Cuando reuní a los chicos que iban a tocar en mi disco, les dije que se imaginaran a un Freak Brother y se rieron durante aproximadamente media hora, pero lo entendieron”.

## Recepción de la crítica
Un escritor no especificado de la revista Cash Box calificó Laid Back como “un álbum bueno y agradable, muy representativo de su talento de largo alcance”, añadiendo: “El álbum es, como indica el título, muy relajado, con Gregg convirtiendo cada canción en una obra maestra”. Un escritor no especificado de la revista Record World elogió “las finas voces que van desde el funk sureño de Leon Russell” y “los suaves tonos folky [que] lideran un gran acompañamiento musical”. La revista Billboard lo nombró una selección “Spotlight” y un crítico no especificado lo consideró “una obra maestra de un conjunto [...] que presenta demostraciones excepcionales de talento vocal e instrumental en muchas áreas musicales”. Un escritor no especificado de la revista RPM señaló que “la música de Allman tiene sus raíces en el blues y el talento de Gregg parece ser, en general, indiscutible”.
En su reseña inicial del álbum, Freddie Brooks de Ann Arbor Sun señaló que “la segunda cara [del álbum] es más ‘relajada’ que la primera, ya que los instrumentos de viento y las guitarras eléctricas se sustituyen por guitarras de acero y pianos que le dan a la música un sabor country” e indicó que “tuve que sentarme y escuchar realmente este lado del álbum por un tiempo antes de poder tener una buena perspectiva y entender que este es el álbum en solitario de Greg. Si bien algunas de las melodías pueden no ser mis favoritas, respeto a este poderoso hermano lo suficiente como para tratar de entender de dónde viene”. En su reseña inicial del álbum, Joel Vance de Stereo Review declaró: “He aquí uno de esos raros cantantes cuya voz puede considerarse acertadamente un instrumento; cualquier guitarrista, trompetista, pianista o saxofonista estaría orgulloso de inventar adornos e improvisaciones en melodías como lo hace Allman” y señaló que “la combinación de Allman y sus músicos de apoyo también es perfecta. No hay nada malo en este álbum”.

## Gira

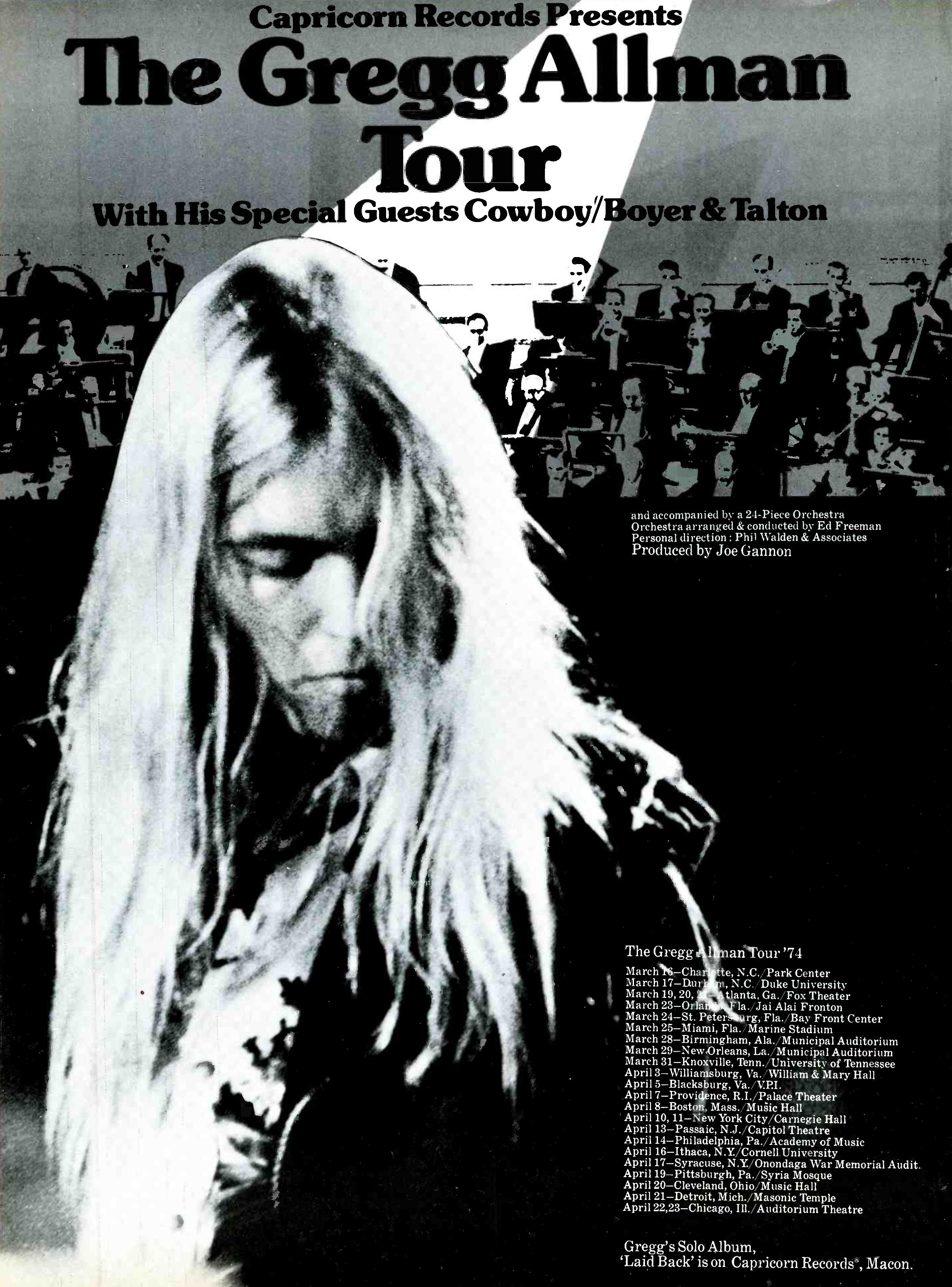
Anuncio y calendario de la gira de 1974 de Allman.

Para promocionar el álbum, Allman se embarcó en una gira nacional con los músicos que ayudaron a grabar el álbum como su banda. Inspirado durante mucho tiempo por Mad Dogs & Englishmen (1970) de Joe Cocker, Allman contrató una orquesta de cuerdas para acompañar al grupo. Procedente de la Orquesta Filarmónica de Nueva York, constaba de tres violonchelos, seis violines y siete violas. La gira duró un mes y se presentó exclusivamente en teatros de lujo, que Allman solicitó para obtener la mejor calidad de sonido posible. Encontró que actuar con la orquesta era sorprendentemente diferente a cantar con The Allman Brothers Band, ya que tenía que ajustar su volumen normal de canto para combinar mejor. Un álbum en vivo con material de la gira fue lanzado como The Gregg Allman Tour más tarde ese año, para ayudar a recuperar los costos de la gira. “Me sentí muy satisfecho con cómo fue la gira. Algunas noches fueron mejores que otras, pero todas fueron buenas”, recordaría Allman más tarde.

## Posicionamiento

### Gráfica semanal
| Gráfica (1974)                            | Pico de posición |
| ----------------------------------------- | ---------------- |
| Canadá (RPM Top Albums)                   | 19               |
| Estados Unidos (Billboard Top LPs & Tape) | 13               |
| Estados Unidos (Cash Box Top 100 Albums)  | 20               |
| Estados Unidos (Record World Album Chart) | 15               |

### Gráfica de fin de año
| Gráfica (1974)                            | Pico de posición |
| ----------------------------------------- | ---------------- |
| Estados Unidos (Billboard Top LPs & Tape) | 33               |
| Estados Unidos (Cash Box Top 100 Albums)  | 99               |

## Certificaciones y ventas
| País                  | Certificación | Ventas  |
| --------------------- | ------------- | ------- |
| Estados Unidos (RIAA) | Oro           | 500 000 |